# Edgar (Montana)
Edgar es un lugar designado por el censo ubicado en el condado de Carbon en el estado estadounidense de Montana. En el Censo de 2010 tenía una población de 114 habitantes y una densidad poblacional de 64,35 personas por km².

## Geografía
Edgar se encuentra ubicado en las coordenadas 45°27′49″N 108°51′19″O / 45.46361, -108.85528. Según la Oficina del Censo de los Estados Unidos, Edgar tiene una superficie total de 1,77 km², de la cual 1,77 km² corresponden a tierra firme y (0%) 0 km² es agua.

## Demografía
Según el censo de 2010, había 114 personas residiendo en Edgar. La densidad de población era de 64,35 hab./km². De los 114 habitantes, Edgar estaba compuesto por el 100% blancos, el 0% eran afroamericanos, el 0% eran amerindios, el 0% eran asiáticos, el 0% eran isleños del Pacífico, el 0% eran de otras razas y el 0% pertenecían a dos o más razas. Del total de la población el 0.88% eran hispanos o latinos de cualquier raza.